# Мичурино (район Магжана Жумабаева)
Мичурино (каз. Мичурино) — упразднённое село в районе Магжана Жумабаева Северо-Казахстанской области Казахстана. Входило в состав Октябрьского сельского округа. Исключено из учётных данных в 2024 году.

## География
Находится примерно в 9 км к северо-северо-востоку (NNE) от города Булаево, административного центра района, на высоте 129 метров над уровнем моря. Код КАТО — 593665200.

## Население
В 1999 году население села составляло 203 человек (99 мужчин и 104 женщины). По данным переписи 2009 года, в селе проживало 105 человек (48 мужчин и 57 женщин).